# Peterongan (Bangsal)
Peterongan is een bestuurslaag in het regentschap Mojokerto van de provincie Oost-Java, Indonesië. Peterongan telt 1788 inwoners (volkstelling 2010).